# ANGELA (モデル)
アンジェラ（ANGELA　- ）は日本のモデルである。7月27日生まれ。東京都出身。日英のハーフ。
所属事務所は館岡事務所。

## 人物
雑誌「Olive」でデビュー。SPUR、ELLE Japon、流行通信、High Fashion等のモード誌や東京コレクションなどで活動後、日本のモード界から新たな広がりを求め1999年に渡英、英国を活動拠点としてNYやパリでも活躍、所属エージェントはSTORM。
VOGUE Italia （伊）、British VOGUE（英）、ELLE UK、i-D等の雑誌や各国コレクションにて海外でも広く活躍。また海外でのクリエイターとのコラボレーションで多くの作品に携わり、モデル以外の活動に関しても積極的に参加。
その後、2006年に日本に拠点を戻し、多くの作品にモデルとして活躍していくなかでTED×Sapporoに出演、また社会貢献活動等に参加し、TABLE FOR TWOやPeople Treeのアンバサダーに就任。その他ジュエリーデザイナー(Angela for Patrick Cox)やジャーナリスト(伊 L’Officiel Magazine, 仏AIE magazine, アートフェスティバルのカタログなどに寄書)としての顔も持つ。
2014年からはコンテンポラリー・アートの仕事もしており、現在はフランスのギャラリー・ペロタン(Perrotin) に勤める。
兄は元モデル、空間デザイナーのユアン。

## 出演

### 雑誌
- GINZA（マガジンハウス）
- BRUTUS（マガジンハウス）
- FIGARO JAPON
- MEN’S NON-NO
- GINGER（幻冬舎）
- GLAMOROUS（講談社）
- ELLE Japon（ハースト婦人画報社）
- InRed（宝島社）
- VOGUE NIPPON
- Numero TOKYO（扶桑社）
- SPUR（集英社）
- VOGUE Italia
- British VOGUE

ほか多数

### CM
- 「ティセラ J」（資生堂）
- Right-on
- H&M（海外）
- トヨタ PRIUS 「NEW PEOPLE」篇 (2023)

### 広告
- フィリップモリス
- パルコ
- 表参道ヒルズ
- NIKE
- GAP
- UNIQLO
- UNITED ARROWS
- CONVERSE TOKYO
- Van Cleef & Arpels

ほか多数

### ショー
- CHANEL
- LOEWE
- VALENTINO
- HERMES
- LIMI FEU
- Salvatore Ferragamo
- MaxMara
- KEITA MARUYAMA
- MILK
- matohu

ほか多数